# Jonathan Sadowski
Jonathan Michael-Angelo Sadowski, född 23 november 1979 i Chicago, Illinois i USA, är en amerikansk skådespelare. Han har haft roller i Pool Guys, The Loop, Spring Breakdown och i She's the Man som gick på bio 2006.

## Film och TV
- ET on MTV
- NCIS: Naval Criminal Investigative Service (ett avsnitt)
- The Division (ett avsnitt)
- She's The Man
- Entourage
- Live Free or Die Hard
- House (2 avsnitt)
- Chuck (ett avsnitt, "Chuck Versus the Sandworm")
- Terminator: The Sarah Connor Chronicles (ett avsnitt)
- Friday the 13th
- Spring Breakdown
- The Goods: Live Hard, Sell Hard
- $h*! My Dad Says huvudroll
- Chernobyl Diaries huvudroll
- Young & Hungry huvudroll